# Liste der in Lauchhammer gegossenen Kunstwerke
Die Liste der in Lauchhammer gegossenen Kunstwerke führt Kunstwerke auf, die in der Kunst- und Glockengießerei Lauchhammer seit ihrer Gründung gefertigt wurden. Sie erhebt keinen Anspruch auf Vollständigkeit. Insbesondere sind hier keine Kirchenglocken enthalten.
Sofern nicht anders angegeben, handelt es sich bei den aufgeführten Kunstwerken um Denkmäler oder andere, meist vollplastische Standbilder.
| Jahr          | Bild                                                  | Name bzw. Beschreibung                                    | Material | Standort                                      | Künstler                                       | Anmerkungen |
| ------------- | ----------------------------------------------------- | --------------------------------------------------------- | -------- | --------------------------------------------- | ---------------------------------------------- | --- |
| 1784          |                                                       | Große Vase                                                | Eisen    |                                               |                                                | |
| 1788          |                                                       | Frau von Herculaneum                                      | Eisen    | Schloss Mückenberg in Lauchhammer-West        |                                                | Standbild im Schlosshof, beim Brand des Schlosses 1945 zerstört |
| 1789          |                                                       | Augustus, Trajan, Niobe (Büsten)                          | Eisen    |                                               |                                                | |
| 1790          |                                                       | Gräfin von Einsiedel (Grabdenkmal)                        | Eisen    | Dresden                                       | Friedrich Wilhelm Eugen Döll                   | |
| 1793          |                                                       | Figuren des Ildefonso-Brunnens                            |          | Weimar                                        |                                                | Ursprünglich für Goethes Wohnhaus; von ihm als „Kastor und Pollux“ bezeichnet |
| 1796          |                                                       | Taufbecken                                                | Eisen    | St. Mauritiuskirche (Wolkenburg)              |                                                | |
| 1814          |                                                       | Moreau-Denkmal                                            | Bronze   | Räcknitzhöhe in Zschertnitz in Dresden        | Christian Gottlieb Kühn                        | Das Moreau-Denkmal erinnert an die tödliche Verwundung des alliierten Generals Jean-Victor Moreau in der Schlacht um Dresden. |
| 1817          |                                                       | Tür zum Hallischen Pförtchen                              | Eisen    | Leipzig                                       |                                                | |
| 1837          |                                                       | Gusseiserner Baldachin über sog. Schwedenstein            | Eisen    | Lützen                                        | Karl Friedrich Schinkel                        | Bestandteil der Gedenkstätte und Museum, die an den schwedischen König Gustav Adolf erinnert, der hier in der Schlacht bei Lützen 1632 fiel. |
| 1858 bis 1868 |                                                       | Lutherdenkmal (Gesamtensemble)                            | Bronze   | Worms, Leipzig, Washington, Nordhausen        | Ernst Rietschel                                | 1858 von Rietschel entworfen und nach dessen Tod von Adolf von Donndorf, Johannes Schilling und Gustav Adolph Kietz vollendet |
| 1856          |                                                       | Goethe und Schiller                                       | Bronze   | Weimar                                        | Ernst Rietschel                                | Kopien des Standbildes befinden sich in unter anderem in San Francisco (1899), Milwaukee (1907) Cleveland (1906) und Anting (2006). |
| 1858          |                                                       | Fürst Leopold III. Friedrich Franz von Anhalt-Dessau      | Bronze   | Dessau                                        | August Kiß                                     | |
| 1864 bis 1867 |                                                       | Gusseiserne Säulenhalle für den Gezira-Palast             | Eisen    | Nilinsel Gezira, Kairo                        | Carl von Diebitsch                             | |
| 1868          |                                                       | St. Georg im Kampf mit dem Drachen                        | Bronze   | Berlin (Nikolaiviertel)                       | August Kiß                                     | |
| 1869          |                                                       | Helvetia und Geneva                                       | Bronze   | Genf                                          | Robert Dorer                                   | Der Kunstguss gilt als Nationaldenkmal der Schweiz. |
| 1876          |                                                       | Ernst Rietschel                                           | Bronze   | Brühlsche Terrasse in Dresden                 | Johannes Schilling                             | |
| 1886 bis 1891 |                                                       | Kandelaber für die Moltkebrücke                           | Bronze   | Berlin                                        | Carl Begas                                     | |
| 1887          |                                                       | Muschelminna (Brunnenfigur)                               | Bronze   | Görlitz                                       | Franz Ochs                                     | 1942 für Kriegszwecke eingeschmolzen, ein Neuguss erfolgte 1993, wiederum in Lauchhammer. |
| 1890          |                                                       | Friedrich I. Barbarossa                                   | Bronze   | Berlin                                        | Martin Wolff                                   | Zerstört |
| 1892          |                                                       | Gottfried Semper                                          | Bronze   | Brühlsche Terrasse in Dresden                 | Johannes Schilling                             | → Hauptartikel : Gottfried-Semper-Denkmal |
| 1893          |                                                       | Fritz Reuter                                              | Bronze   | Neubrandenburg                                | Martin Wolff                                   | Entstanden unter Mitarbeit von Wilhelm Wandschneider |
| 1893 ab ~     |                                                       | Kaiser Wilhelm I.                                         | Bronze   | Hohensyburg in Dortmund                       | Adolf von Donndorf                             | → Hauptartikel : Hohensyburg#Kaiser-Wilhelm-Denkmal |
| 1895          |                                                       | Viktoria (anlässlich des Sieges gegen Frankreich 1870/71) | Bronze   | Neubrandenburg                                | Martin Wolff                                   | Zerstört |
| 1895          |                                                       | Li Hongzhang (chinesischer General)                       |          | Shanghai                                      | Otto Lang                                      | → Hauptartikel : Li-Hongzhang-Denkmal |
| 1895          |                                                       | Löwe, seine Jungen gegen eine Schlange verteidigend       | Bronze   | Berlin-Moabit                                 | Albert Wolff                                   | |
| 1896          |                                                       | Hygieia-Brunnen                                           | Bronze   | Innenhof des Hamburger Rathauses              | Joseph von Kramer                              | → Hauptartikel : Hamburger Rathaus#Hygieia-Brunnen |
| 1896          |                                                       | Heilige Gertraude                                         | Bronze   | Gertraudenbrücke Berlin                       | Rudolf Siemering                               | → Hauptartikel : Gertraudenbrücke#Brückenschmuck und die heilige Gertrud |
| 1897 bis 1898 |                                                       | Otto von Bismarck                                         | Bronze   | Martin-Luther-Platz Düsseldorf-Stadtmitte     | August Bauer und Johannes Röttger              | → Hauptartikel : Bismarck-Denkmal (Düsseldorf) |
| 1898          |                                                       | Werner von Siemens (Brückenkopfdenkmal)                   | Bronze   | Potsdamer Brücke Berlin                       | Julius Moser                                   | Im Zweiten Weltkrieg zu Rüstungszwecken eingeschmolzen. |
| 1898          |                                                       | Hermann von Helmholtz (Brückenkopfdenkmal)                | Bronze   | Potsdamer Brücke Berlin                       | Max Klein                                      | Im Zweiten Weltkrieg zu Rüstungszwecken eingeschmolzen. |
| 1898          |                                                       | Carl Friedrich Gauß (Brückenkopfdenkmal)                  | Bronze   | Potsdamer Brücke Berlin                       | Gerhard Janensch                               | Im Zweiten Weltkrieg zu Rüstungszwecken eingeschmolzen. |
| 1898          |                                                       | Wilhelm Conrad Röntgen (Brückenkopfdenkmal)               | Bronze   | Potsdamer Brücke Berlin                       | Reinhold Felderhoff                            | Im Zweiten Weltkrieg zu Rüstungszwecken eingeschmolzen. |
| 1899          |                                                       | Werner von Siemens                                        | Bronze   | Berlin                                        | Wilhelm Wandschneider                          | → Hauptartikel : Werner-von-Siemens-Denkmal (Berlin) |
| 1901          |                                                       | Otto von Bismarck                                         | Bronze   | Schwerin                                      | Wilhelm Wandschneider                          | → Hauptartikel : Bismarck-Denkmal (Schwerin) |
| 1901          |                                                       | Friedrich Franz III.                                      | Bronze   | Rostock                                       | Wilhelm Wandschneider                          | → Hauptartikel : Friedrich-Franz-III.-Denkmal |
| 1902          |                                                       | Carl Westphal (Büste)                                     | Bronze   | Berlin                                        | Martin Wolff                                   | 1942 eingeschmolzen |
| 1903          | Statue Otto von Bismarcks · Statue Otto von Bismarcks | Otto von Bismarck                                         | Bronze   | Lübeck                                        | Hans Hundrieser                                | Der zweitplatzierte Entwurf für das Hamburger Bismarck-Denkmal wurde am Sedantag des Jahres 1903 auf dem heutigen Holstentorplatz vom damaligen Bürgermeister Heinrich Klug enthüllt und im Namen des Senates und der Bürgerschaft entgegengenommen. Heute steht er dem Reiterbild des Kaisers gegenüber in der Parkanlage des Lindenplatzes vor dem Lübecker Bahnhof. |
| 1903          |                                                       | Gerechtigkeitsbrunnen                                     | Bronze   | Wuppertal                                     | Bernhard Hoetger                               | → Hauptartikel : Gerechtigkeitsbrunnen (Wuppertal) |
| 1904          |                                                       | Friedrich Ludwig Jahn (Büste)                             | Bronze   | Neubrandenburg                                | Martin Wolff                                   | |
| 1906          |                                                       | Friedrich Ludwig Jahn (Büste)                             | Bronze   | Weißwasser                                    | Martin Wolff                                   | Kopie der Büste in Neubrandenburg |
| 1906          |                                                       | Trauer (Grabfigur)                                        | Bronze   | Zittau                                        | Martin Wolff                                   | |
| 1906          |                                                       | Moritz von Oranien (Statuette)                            | Bronze   |                                               | Martin Wolff                                   | |
| 1907          |                                                       | Moritz von Oranien                                        | Bronze   | Berlin                                        | Martin Wolff                                   | 2002 von der Stiftung Preußische Schlösser und Gärten Berlin-Brandenburg übernommen, steht seit 2016 am Besucherzentrum Stadtschloss Berlin |
| 1907          |                                                       | Friedrich der Große (Relief)                              | Bronze   | Leuthen (Schlesien)                           | Martin Wolff                                   | |
| 1907          |                                                       | Gotischer Brunnen                                         | Bronze   | Frankfurt am Main                             | Stanislaus Cauer                               | |
| 1907          |                                                       | Theodor Fontane                                           | Bronze   | Neuruppin                                     | Max Wiese                                      | |
| 1908          |                                                       | Ritter (Büste)                                            | Bronze   | Waldenburg/Schlesien                          | Martin Wolff                                   | |
| 1909          |                                                       | Friedrich Wilhelm II. (Mecklenburg)                       | Bronze   | Neustrelitz                                   | Martin Wolff                                   | Zerstört |
| 1911          |                                                       | Fritz Reuter                                              | Bronze   | Stavenhagen                                   | Wilhelm Wandschneider                          | → Hauptartikel : Fritz-Reuter-Denkmal (Stavenhagen) |
| 1911          |                                                       | Joachim II.(Brandenburg)                                  | Bronze   | Stadtschloss Berlin                           | Martin Wolff                                   | Verschollen |
| 1911          |                                                       | Germane mit Walküre                                       |          |                                               | Max Kruse                                      | |
| 1912 bis 1913 |                                                       | Industriebrunnen (3 der Figuren)                          | Bronze   | Fürstenplatz Düsseldorf-Friedrichstadt        | Friedrich Coubillier                           | Anlässlich der Eröffnung der Großen Kunstausstellung 1913 wurde der Industriebrunnen vor dem ehemaligen Kunstpalast eingeweiht. Heute befinden sich die drei Skulpturen auf dem Fürstenplatz in der Friedrichstadt in einer neuen Brunnenanlage. |
| 1912          |                                                       | Gaspard de Coligny                                        | Bronze   | Wilhelmshaven                                 | Martin Wolff                                   | |
| 1913          |                                                       | Michael Andreas Barclay de Tolly                          | Bronze   | Riga                                          | Wilhelm Wandschneider                          | → Hauptartikel : Barclay-de-Tolly-Denkmal |
| 1914          |                                                       | Hülsen-Haeseler (Büste)                                   | Bronze   | Stadtschloss Berlin                           | Martin Wolff                                   | |
| 1919          |                                                       | Grabfigur                                                 | Bronze   | Senftenberg                                   | Martin Wolff                                   | |
| 1921          |                                                       | Relieftafel                                               |          | Bergakademie Freiberg                         | Ludwig Godenschweg (1889–1942)                 | |
| 1923          |                                                       | Rennreiterdenkmal                                         | Bronze   | Trabrennbahn Berlin-Karlshorst                | Willibald Fritsch                              | |
| 1957 bis 1958 |                                                       | Figurengruppe vor dem Turm der Freiheit                   | Bronze   | Mahnmal Buchenwald, Weimar                    | Fritz Cremer und Bertolt Brecht                | |
| 1961          |                                                       | „Riesenhirsch“                                            | Bronze   | Berlin, Tierpark Friedrichsfelde              | Erich Oehme                                    | |
| 1962          |                                                       | „Bison“                                                   | Bronze   | Berlin, Tierpark Friedrichsfelde              | Dietrich Rohde                                 | |
| 1968          |                                                       | „Trümmerfrau“                                             | Bronze   | Dresden, vor dem Neuen Rathaus                | Walter Reinhold                                | 2023 restauriert |
| 1969          |                                                       | „Bodenreform“                                             | Bronze   | Kyritz                                        | Werner Stötzer                                 | |
| 1969          |                                                       | „7 stolze Schwestern küsst das eine Meer“                 | Bronze   | Rostock, Grünes Tor                           | Reinhard Dietrich                              | |
| 1973          |                                                       | Aufbruch (Bronzerelief)                                   | Bronze   | Campus Jahnallee, Leipzig                     | Frank Ruddigkeit, Klaus Schwabe und Rolf Kuhrt | Ursprünglicher Standort an der Fassade des abgerissenen Hauptgebäudes der Karl-Marx-Universität am Karl-Marx-Platz |
| 1974          |                                                       | „Frauenbrunnen“                                           | Bronze   | Halle (Saale)                                 | Gerhard Lichtenfeld                            | |
| 1975          |                                                       | Goethe und seine Muse                                     | Bronze   | Marienbad                                     | Heinrich Drake                                 | |
| 1977          |                                                       | „Wildkatze“                                               | Bronze   | Berlin, Tierpark Friedrichsfelde              | Lothar Rechtacek                               | |
| 1979          |                                                       | „Diana auf der Jagd“                                      | Bronze   | Suhl                                          | Waldo Dörsch                                   | |
| 1979          |                                                       | „Brunnen der Lebensfreude“                                | Bronze   | Rostock, Kröpeliner Straße                    | Reinhard Dietrich, Jo Jastram                  | eingeweiht 27. Juni 1980 |
| 1980er        |                                                       | Fünf-Kinder-Tröpfelbrunnen                                | Bronze   | Dönhoffplatz, Berlin-Mitte                    | Evelyn Hartnick                                | In den 1980er Jahren für den Park Gipsdreieck in Berlin-Mitte geplant; 2013 im Monbijoupark in Berlin-Mitte aufgestellt aber nach wenigen Wochen wegen Vandalismusschäden wieder abgebaut; anschließend Restauration und Einlagerung bei dem Kunstschmied Bernd Helmich in Berlin-Alt-Glienicke; Neueinweihung am 20. Mai 2016 hinter den Spittelkolonnaden auf dem Dönhoffplatz in Berlin-Mitte auf Initiative der Anrainer-Interessengemeinschaft Leipziger Straße/Krausenstraße |
| 1982          |                                                       | „Bierbrauerbrunnen“                                       | Bronze   | Zwickau, Katharinenstraße                     | Jo. Harbort                                    | |
| 1983          |                                                       | Herz und Flamme der Revolution                            | Bronze   | Lustgarten, Potsdam                           | Theo Balden                                    | Zum Karl-Liebknecht-Forum gehörende Plastik mit Originalstandort zwischen Ernst-Thälmann-Stadion und der damaligen Wilhelm-Külz-Straße. Mit Abriss des Stadions und Errichtung des Neuen Lustgartens Umsetzung der Plastik neben das restaurierte Neptunbassin. |
| 1986          |                                                       | Ernst-Thälmann-Denkmal                                    | Bronze   | Ernst-Thälmann-Park, Berlin                   | Lew Kerbel                                     | |
| 1986          |                                                       | Rosa-Luxemburg-Denkmal                                    | Bronze   | Landwehrkanal, Berlin                         | Ralf Schüler und Ursulina Schüler-Witte        | |
| 1986 bis 1987 |                                                       | Karl-Liebknecht-Denkmal                                   | Bronze   | Großer Tiergarten, Berlin                     | Ralf Schüler und Ursulina Schüler-Witte        | |
| 2000          |                                                       | Frau von Herculaneum (Nachguss)                           | Eisen    | Schlosspark Mückenberg in Lauchhammer-West    |                                                | |
| 2000          |                                                       | Flucht und Vertreibung                                    | Bronze   | vor Stadthalle Betzdorf                       |                                                | |
| 2009          |                                                       | Demokratieglocke                                          | Bronze   | Augustusplatz Leipzig                         |                                                | |
| 2009 bis 2010 |                                                       | 2 Löwenplastiken                                          | Bronze   | Treppe vor dem Neuen Schloss im Muskauer Park | Kristof Grunert, Steffen Bachmann              | Friedrich von Oranien-Nassau, Prinz der Niederlande, ließ 1857 den flämischen und den wallonischen Löwen als monumentale Wappentiere vor seinem Schloss aufstellen. Sie wurden nach dem Zweiten Weltkrieg eingeschmolzen. |